# Műtéttan
A műtéttan az orvostudomány azon ága, amely a sebészeti beavatkozások elméleti alapjaival, eszközeivel és általános módszereivel foglalkozik. Célja a meglévő műtéti technikák fejlesztése, illetve újak kidolgozása rendszerint kísérleti állatokon végzett beavatkozásokon keresztül. Emellett az orvostanhallgatók e tantárgy keretein belül ismerkednek meg a legalapvetőbb sebészi műszerekkel és beavatkozásokkal. (pl. bemosakodás, sebmetszés és varrás, sebészi csomózás, stb.) Mind a négy magyarországi orvosi karon működik műtéttannal foglalkozó intézet vagy tanszék.

## Részterületek
- Sebészi deontológia
- Sebészi műszerek, asztalrendek
- Műtői előkészületek

## Alapvető műtéti technikák
- Hasfalmetszés (laparotomia)

## Műtéttani intézetek Magyarországon
- Semmelweis Egyetem, ÁOK, Kísérletes és Sebészeti Műtéttani Intézet
- Debreceni Egyetem, ÁOK, Sebészeti Intézet, Sebészeti Műtéttani Tanszék
- Pécsi Tudományegyetem, ÁOK, Sebészeti Oktató és Kutató Intézet
- Szegedi Tudományegyetem, ÁOK, Sebészeti Műttéttani Intézet